# Walter Cáceres
Walter Adrián Cáceres (* 2. Dezember 1975 in Monte Grande) ist ein argentinischer Fußballspieler.
Der Torhüter begann seine Karriere beim Racing Club. Bei der Copa Libertadores 1997 erreichte er mit Racing das Halbfinale. 1999 nahm der Klub an der Copa Mercosur teil, kam aber nicht über die Gruppenphase hinaus. 2001 wechselte Cáceres zu Nueva Chicago. Im November wurde er bei einer Dopingkontrolle positiv auf Ephedrin getestet und anschließend für drei Monate gesperrt.
2002 spielte Cáceres bei Real Sociedad de Zacatecas in Mexiko. 2003 wechselte er zurück nach Argentinien, zuerst zum CA Colón. Danach war er nur noch bei Zweit- und Drittligisten, bei Deportivo Laferrere und von 2006 bis 2008 beim Club Atlético Estudiantes, aktiv. Dann ging er zu CA Los Andes und 2011 zu Barracas Central.